# Eichen-Schmuckwanze
Die Eichen-Schmuckwanze (Rhabdomiris striatellus) ist eine paläarktisch verbreitete Art, die zur Familie der Weich- oder Blindwanzen (Miridae) gehört. Sie ist in ihrer Lebensweise eng an Eichen (Quercus) gebunden. Synonyme des wissenschaftlichen Artnamens sind Calocoris quadripunctatus (Villers, 1789) und Calocoris ochromelas (Gmelin, 1790).

## Merkmale

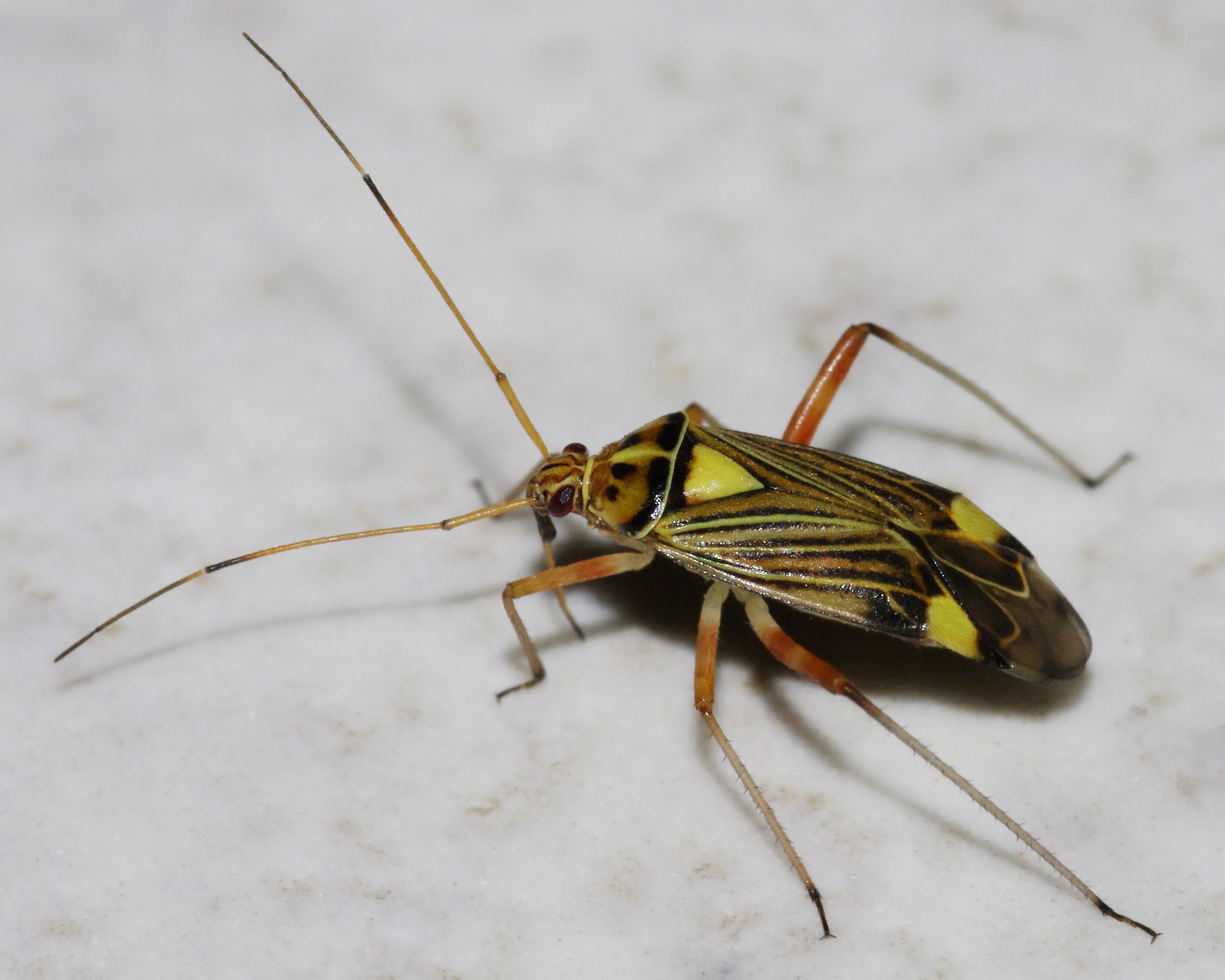
Man beachte die dunkle Querbinde am Hinterrand des Halsschildes sowie die vier (hier sichtbar: drei) schwarzen Flecke davor

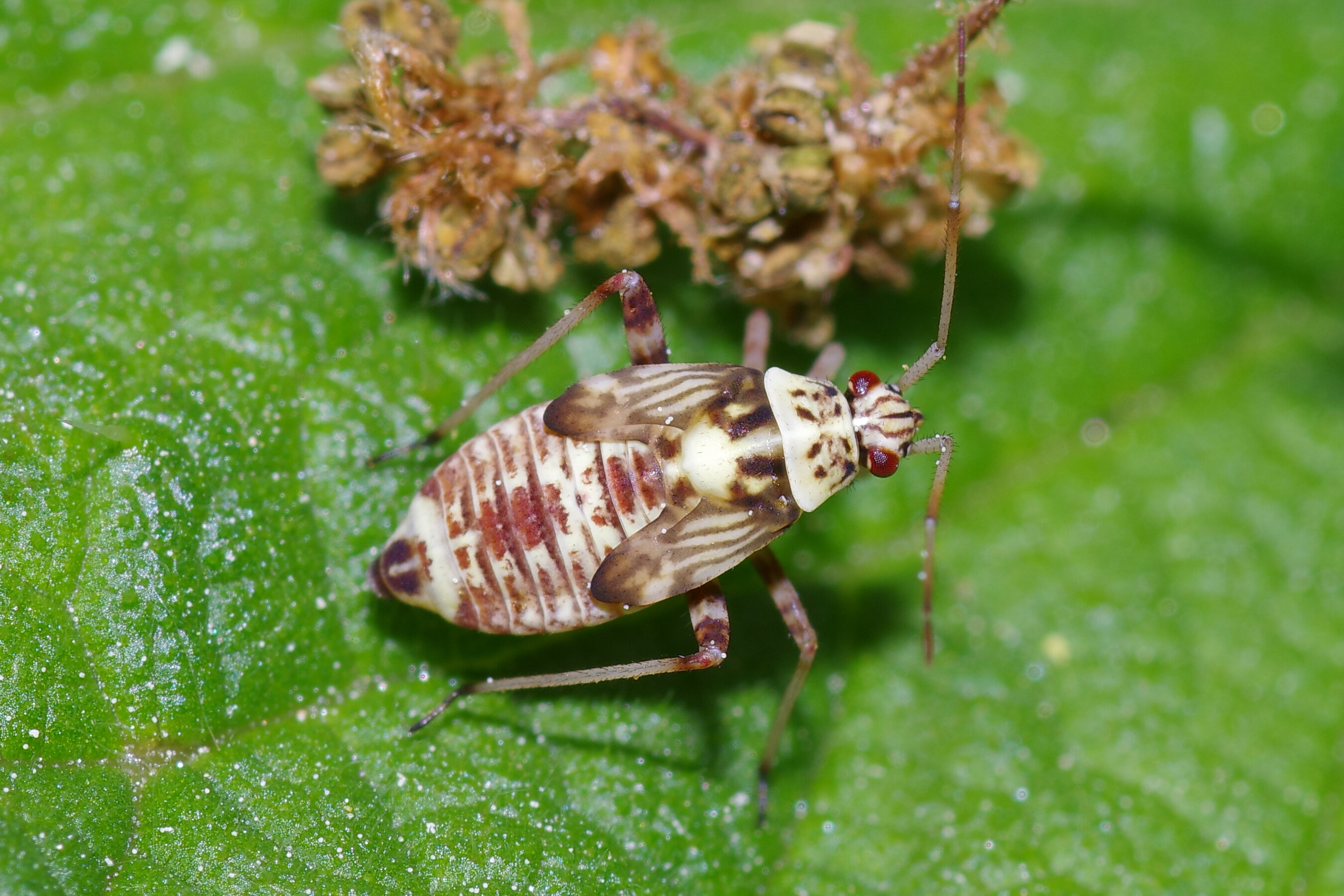
Nymphe

Die länglich-ovalen Insekten erreichen Körperlängen zwischen 7 und 8,5 Millimetern. Die Grundfärbung der Tiere ist gelb- bis rotbraun. Die Adern der gelben Flügeldecken (Hemielytren) sind im ledrigen Teil (Corium) von dunkleren Streifen flankiert. Bei dunklen Formen sind diese verbreitert. Zuweilen sind die Flügel völlig schwarz. Die Flügelenden (Cuneus) des ledrigen Teiles sind kurz vor der Membran gelb mit schwarzer Spitze. Die langen Beine mit bedornten Schienen (Tibien) sind ebenso wie die Antennen rotbraun bis schwarz gefärbt. Kennzeichnendes Merkmal der Tiere ist das gelbbraune Halsschild (Pronotum), welches eine dunkle Querbinde dicht vor dem Hinterrand und vier schwarze Flecke trägt. Letztere können bei dunklen Individuen verbunden sein. Die Wanze ähnelt im äußeren Erscheinungsbild der deutlich größeren Prachtwanze (Miris striatus). Diese ist ferner deutlich schlanker, meist dunkler gefärbt und der Cuneus trägt keine schwarze Spitze.

## Verbreitung und Lebensraum
Die Eichen-Schmuckwanze ist in ganz Europa, mit Ausnahme des äußersten Nordens und des südlichen Mittelmeerraumes weit verbreitet. Ihr Verbreitungsgebiet erstreckt sich nach Osten über Kleinasien bis in den Kaukasus. Sie besiedelt vor allem Eichen (Quercus), sowohl dichte Bestände als auch Einzelbäume.

## Lebensweise
Die Wanze ist zoophytophag: Die Nymphen saugen vor allem an den Blüten und Früchten ihrer Wirtsbäume. Die erwachsenen Tiere leben überwiegend räuberisch von Blattläusen und den Larven anderer Insekten. Beide Geschlechter sind mit voll ausgebildeten Flügeln flugfähig und oft recht aktiv. Sie sind von Mai bis Juni außerdem häufig auf anderen Laubgehölzen, an Kräutern und gelegentlich auch an Koniferen zu finden. Eine Bindung ihrer Lebensweise liegt aber offenbar nur an Eichen vor. Die hemimetabolen Tiere überwintern im Eistadium. Die Larven schlüpfen zuweilen bereits im Mai. Ab Juni legen die Weibchen ihre Eier in die weiblichen Blütenknospen der Eichen, die dadurch meist absterben.